# Хамула (клан)
Хамула (иногда хамуля, хаммула) — клан, группа близкородственных семей у арабов. Как правило, ведет свое происхождение от общего предка, линидж.

## Другие термины
Другие названия: самийя, ашира (более общий термин), ааль, фахд. В северной Аравии — джамаа.
У знатных семей благородного бедуинского происхождения используется слово «бейт» (дом).
У адыгейцев кроме слова хамула употребляются слова дохани и дохамула.

## Устройство
В прошлом, к сильным хамулам присоединялись не родственные семьи, чтобы получить их покровительство. В доиндустриальный период хамула являлась важной единицей экономической, социальной и политической жизни. Хамула объединена властью старейшины (шейха), наследующего власть родоначальника. Большая семья сообща владела землей и другим имуществом и вела общее хозяйство.
В наше время продолжает играть важную роль в Израиле, Сирии и других арабских странах, в основном на муниципальном уровне и в социальной сфере. Большинство браков заключаются между членами одного клана.